# Ogawa Seiichi
Seiichi Ogawa (sinh ngày 21 tháng 7 năm 1970) là một cầu thủ bóng đá người Nhật Bản.

## Sự nghiệp câu lạc bộ
Seiichi Ogawa đã từng chơi cho Nagoya Grampus Eight.

## Thống kê câu lạc bộ

### J.League
| Đội                  | Năm       | J.League | J.League | J.League Cup | J.League Cup | Tổng cộng | Tổng cộng |
| Đội                  | Năm       | Trận     | Bàn      | Trận         | Bàn          | Trận      | Bàn       |
| -------------------- | --------- | -------- | -------- | ------------ | ------------ | --------- | --------- |
| Nagoya Grampus Eight | 1992      | -        | -        | 10           | 0            | 10        | 0         |
| Nagoya Grampus Eight | 1993      | 32       | 1        | 5            | 0            | 37        | 1         |
| Nagoya Grampus Eight | 1994      | 24       | 0        | 0            | 0            | 24        | 0         |
| Nagoya Grampus Eight | 1995      | 33       | 0        | -            | -            | 33        | 0         |
| Nagoya Grampus Eight | 1996      | 26       | 0        | 10           | 0            | 36        | 0         |
| Nagoya Grampus Eight | 1997      | 27       | 1        | 7            | 0            | 34        | 1         |
| Nagoya Grampus Eight | 1998      | 0        | 0        | 0            | 0            | 0         | 0         |
| Nagoya Grampus Eight | 1999      | 11       | 1        | 1            | 0            | 12        | 1         |
| Nagoya Grampus Eight | 2000      | 17       | 0        | 0            | 0            | 17        | 0         |
| Tổng cộng            | Tổng cộng | 170      | 3        | 33           | 0            | 203       | 3         |